# 왕징 SOHO

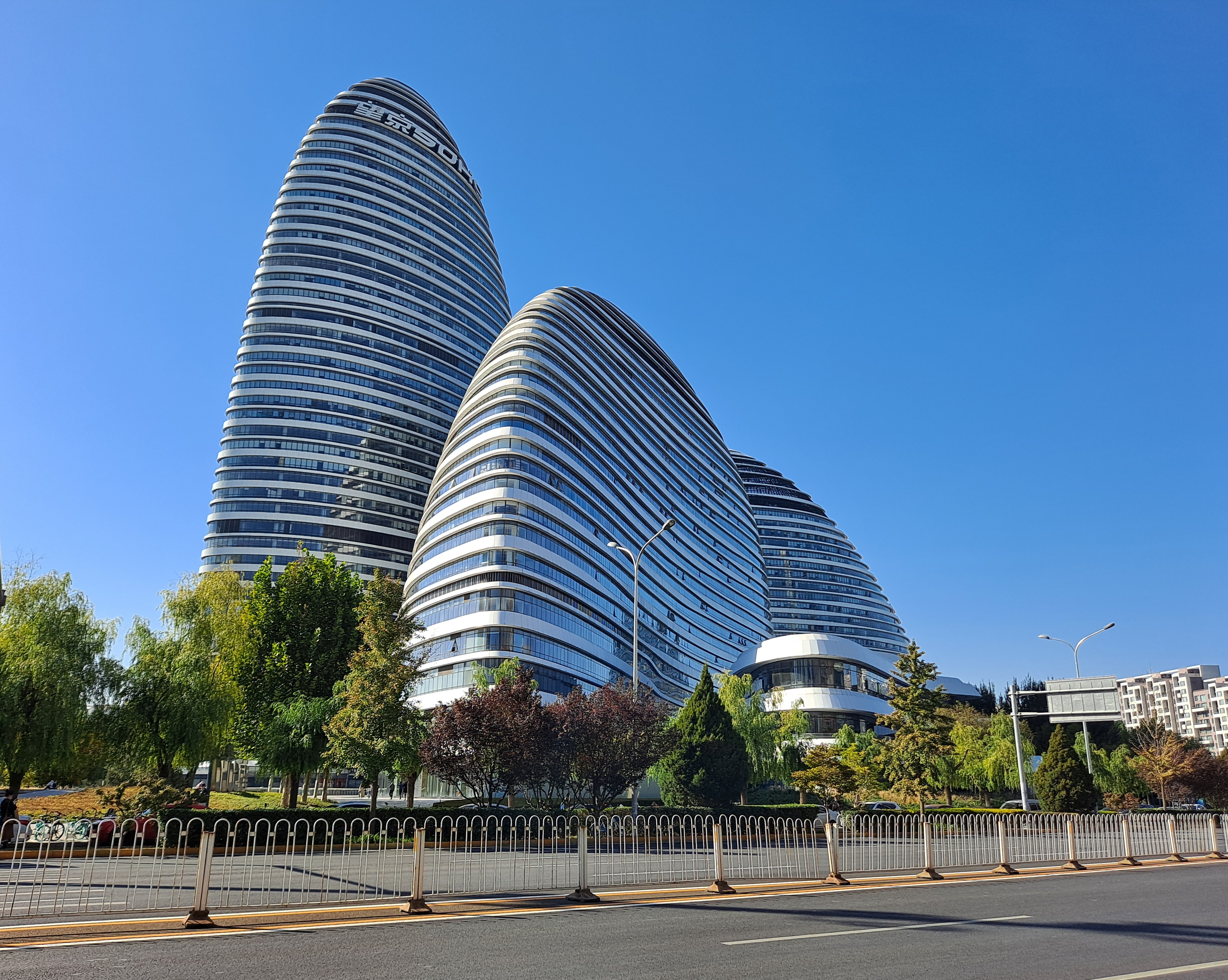
왕징 SOHO

왕징 SOHO는 중화인민공화국 베이징시 차오양구 왕징에 위치한 SOHO 차이나에 따른 대형 물업 발전 계획 건물이다. 세계적으로 유명한 건축가인 자하 하디드가 설계한 건물이다.

## 같이 보기
- SOHO 차이나
- 갤럭시 SOHO
- 왕징